# Paracardiophorus humeralis
Paracardiophorus humeralis là một loài bọ cánh cứng trong họ Elateridae. Loài này được Fleutiaux & Germain miêu tả khoa học năm 1860.